# Spelaeodiscus
Spelaeodiscus é um género de gastrópode  da família Valloniidae.
Este género contém as seguintes espécies:
- Spelaeodiscus albanicus (Wagner, 1914)
- Spelaeodiscus bulgaricus (Subai & Dedov, 2008)
- Spelaeodiscus dejongi Gittenberger, 1969
- Spelaeodiscus hauffeni (Schmidt, 1855)
- Spelaeodiscus obodensis Bole, 1965
- Spelaeodiscus tatricus (Rossmässler, 1839)
- Spelaeodiscus unidentatus Bole, 1961